# Rada górnicza
Rada Górnicza - organ pomocniczy Ministra Środowiska, powołany zarządzeniem Ministra z dnia 7 stycznia 2016 r.(Dz.Urz. Ministra Środowiska 2016 r., poz. 4). Do zakresu działania Rady należy przygotowanie dla Ministra Środowiska opinii w sprawach działalności górniczej, w tym w szczególności propozycji i wniosków dotyczących zagadnień prawnych, technologii eksploatacji kopalin zapewniających ograniczenie ich ujemnego wpływu na środowisko oraz zagadnień związanych z racjonalnym gospodarowaniem złożami kopalin. W skład Rady wchodzi 25 członków, w tym Przewodniczący Rady, 3 Zastępców Przewodniczącego Rady oraz sekretarz. Członków Rady oraz Przewodniczącego, Zastępców i sekretarza powołuje Minister Środowiska.